# Vendetta

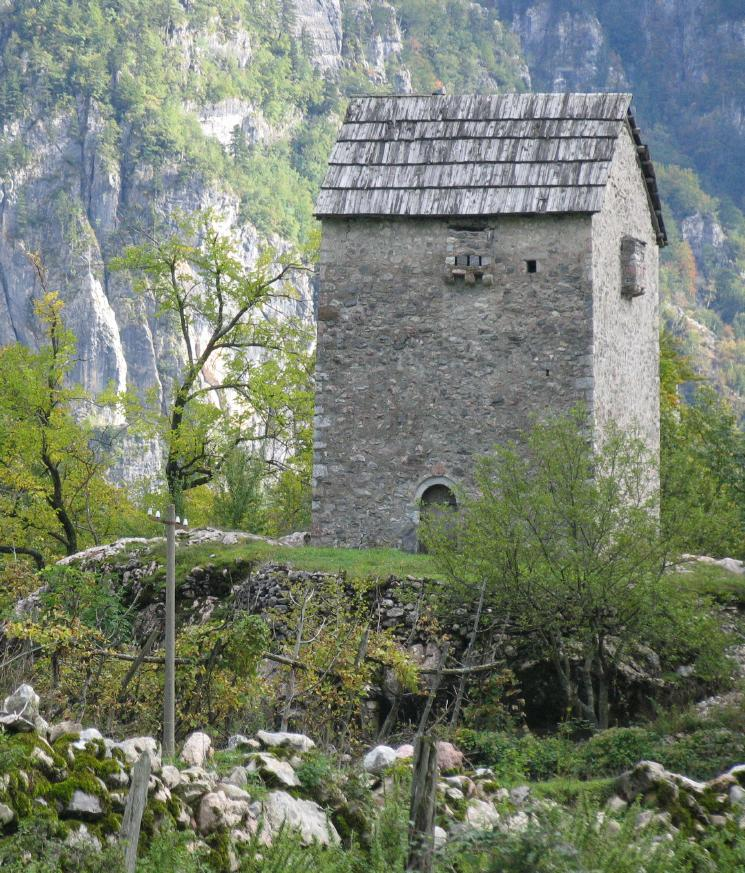
Turn fortificat în Thethi, Albania de Nord, unde se ascundeau oamenii de frica răzbunărilor sângeroase

Vendetta este o răzbunare după principiul ultima ratio (ultima soluție), cel care a făcut o greșeală trebuie să primească răzbunarea prin vărsare de sânge a familiei care a suferit pierderea.
Această răzbunare merge frecvent ca o reacție în lanț, ducând la implicarea membrilor și mai îndepărtați ai clanului care caută de asemenea și ei „redobândirea onoarei familiei”. Aceast sistem de ucidere poate duce până la exterminarea completă a unei familii.
Vendetta provine din Italia de sud, Corsica și Sicilia, în prezent este practicat frecvent de mafia, extinzându-se obiceiul și în Peninsula Balcanică, Africa.

## Origine
Răzbunarea cu sânge în căutarea stabilirii unei ordini în societate, este un element arhaic în istoria omenirii. Teoretic acest principiu se poate reduce la zicalele vechi ca ochi pentru ochi sau dinte pentru dinte. Acest obicei avea de fapt țelul ca prin moartea unui om era încheiat conflictul, în care de cele mai multe ori nu era acceptat amestecul unui judecător. Primul cod de legi în istorie care interzice răzbunarea de sânge este codul lui Hammurabi (2000 î.Hr.).